# Châtillon-la-Borde
Châtillon-la-Borde ist eine französische Gemeinde mit 224 Einwohnern (Stand: 1. Januar 2022) im Département Seine-et-Marne in der Region Île-de-France. Sie gehört zum Arrondissement Provins und zum Kanton Nangis. Die Einwohner heißen Châtillonais-Labordillois.

## Geographie
Châtillon-la-Borde liegt etwa 48 Kilometer südöstlich von Paris. Umgeben wird Châtillon-la-Borde von den Nachbargemeinden Blandy im Norden und Nordwesten, Saint-Méry im Osten und Nordosten, La Chapelle-Gauthier im Süden und Osten sowie Sivry-Courtry im Westen.

## Bevölkerungsentwicklung
| Jahr                      | 1962 | 1968 | 1975 | 1982 | 1990 | 1999 | 2006 | 2013 |
| Einwohner                 | 92   | 116  | 126  | 167  | 201  | 204  | 218  | 218  |
| Quelle: Cassini und INSEE |      |      |      |      |      |      |      |      |

## Sehenswürdigkeiten

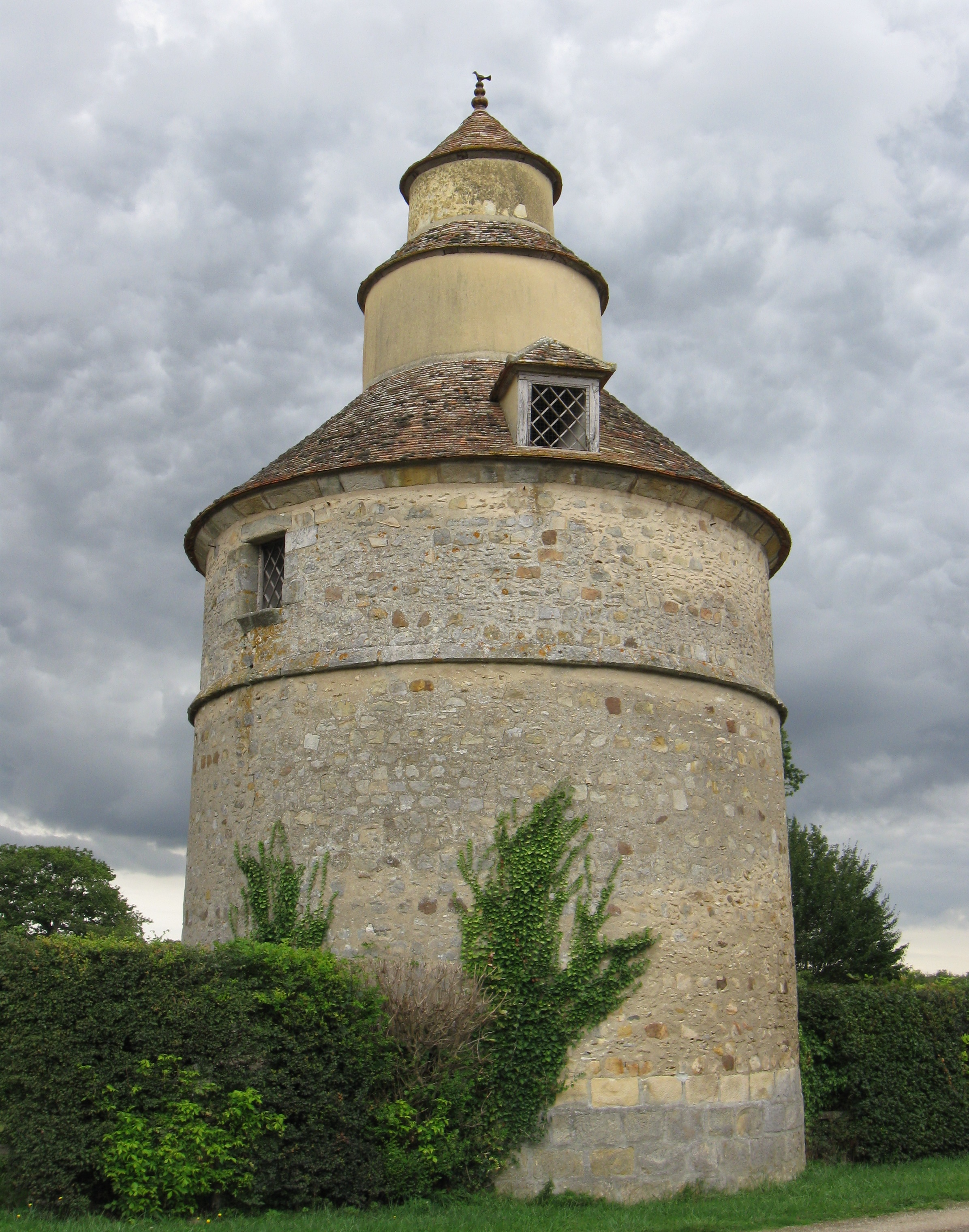
Taubenturm

Siehe auch: Liste der Monuments historiques in Châtillon-la-Borde
- Altes Schloss in La Borde mit Taubenturm (Monument historique seit 1987)
- Taubenturm, erbaut im 16. Jahrhundert (Monument historique)
- Kapelle
- Rathaus, erbaut in den 1890er Jahren